# Autophila praeclara
Autophila praeclara là một loài bướm đêm trong họ Erebidae.